# Мамусі
Мамусі — комедійний фільм 2008 року.

## Сюжет
Жінки в житті 30-річного Ноа займають занадто багато місця. Улюблена дружина бажає завести дитину саме тоді, коли він звільняється з роботи, навіжена мати переїздить до нього жити, не цікавлячись думкою сина. Ноа вирішує, що довго терпіти жінок, зациклених на материнських почуттях він не в силах.